# Ékszercinege
Az ékszercinege (Pardaliparus venustulus) a verébalakúak (Passeriformes) rendjébe, ezen belül a cinegefélék (Paridae) családjába tartozó kis termetű, 10-11 centiméter hosszú madárfaj. Kína nedves erdőiben él, a mérsékelt égövtől a trópusig. Télen az északi részekről délebbre vándorol. Rovarevő, de magokat is fogyaszt. Faodúkban fészkel, májustól júniusig költ.

## Külső hivatkozások
- Periparus venustulus
- Periparus venustulus